# 카지스 그리뉴스 (1899년)
카지스 그리뉴스(리투아니아어: Kazys Grinius, 1899년 9월 8일 ~ 1968년 5월 29일)는 리투아니아의 군인으로, 전 대통령 카지스 그리뉴스의 아들이다.

## 일생
아버지는 카지스 그리뉴스, 어머니는 요아나 그리뉴비에네, 형은 리우타스 그리뉴스이다. 1919년 리투아니아로 귀환하여 군대에 입대하였고, 이듬해에 폴란드 군대에 입대하였다. 1923년 프랑스의 상시로 군사학교의 강사가 되었고, 1927년 벨기에 브뤼셀에서 대학을 졸업하였다.
1927년 카우나스 사관학교의 교사로 임명되었고, 그 후에도 여러 가지 총장을 비롯한 교사직을 맡다가 1941년 미국으로 이주하였다. 1968년 미국 워싱턴 D.C.에서 사망하였다.

## 참고 문헌
- Kavalerijos lauko tarnybos pagrindai, 1930 m.
- Pagrindiniai sprendimo būdai, 1933 m.